# Biryal (K), Jevargi
Biryal (K) là một làng thuộc tehsil Jevargi, huyện Gulbarga, bang Karnataka, Ấn Độ.